# ناأويوكي أوكاموتو
ناأويوكي أوكاموتو (باليابانية: 沖本 尚之) (13 يونيو 1984 في هيروشيما في اليابان – )؛ هو لاعب كرة قدم كان يلعب كلاعب وسط.